# Numéro (rivista di moda)
Numéro è una rivista internazionale di moda pubblicata dal Groupe Alain Ayache. Ha una circolazione di 80 000 copie.

## Storia
Numéro è stato fondato nel 1998 da Elisabeth Djian, che è attualmente la direttrice della rivista. Quando le è stato chiesto perché ha fondato la rivista, la Djian ha commentato di essere annoiata dalle riviste che spiegano come sedurre un uomo. La sua intenzione era quella di creare una rivista per donne moderne che volessero sentire parlare di arte, design, musica e non di argomenti stupidi.
È presente una versione maschile, Numéro Homme, un'edizione giapponese, Numéro Tokyo, e una cinese, Numéro China. In Italia è stata pubblicata da RSC per breve tempo Numéro Beauté, un'inedita versione dedicata al maquillage, che ha chiuso dopo pochi anni di pubblicazione.
Il numero è un elemento fondamentale nella grafica della rivista: sulla copertina di ogni volume è presente a caratteri cubitali il proprio numero, e lo stesso avviene per le cifre che indicano le pagine all'interno.
La rivista collabora spesso con modelle e fotografi di alto calibro.